# Obersovszky Gyula
Obersovszky Gyula [írói név: Oby Gyula] (Pécs, 1927. január 1. – Budapest, 2001. március 15.) költő, író, újságíró, Obersovszky Péter újságíró nagybátyja.

## Élete
Lengyel eredetű családban született. 1950. március 27-én vette feleségül Berettyóújfalun Kecskeméti Máriát, akitől három gyereke született: Éva (1950), Katalin (1952) és Gyula (1954).
A gimnáziumot nem fejezte be, mivel taníttatására nem volt pénz, így 15 évesen (1942) jegyzőgyakornokként dolgozni kezdett Ibrányban, később Püspökladányban. 1944-ben belépett a Magyar Kommunista Pártba, 1945-ben a helyi földosztó bizottság elnökének az adminisztrátora lett. 1945-1949 között a Színművészeti Főiskola hallgatója. 1946-tól Népi Kollégiumok Országos Szövetségének munkatársa, a Szabó Dezső Népi Kollégium és a Horváth Árpád Színészkollégium alapítója. 1949-ben Debrecenbe költözött és a Dongó című hetilap művészeti rovatvezetője, a Dongó Színpad alapítója. 1950-ben a Hajdú Megyei Néplap rovatvezetője és a megye népművelési vezetőhelyettese. Megalakította a Sztanyiszlavszkij Munkásstúdiót, amiért megkapta a Szocialista Kultúráért kitüntetést. Részt vett az Építők című lap és az Írószövetség Hajdú-Bihar megyei csoportjának a létrehozásában. 1954-től a Magyar Újságírók Országos Szövetsége kulturális szakosztályának vezetőségi tagja.
1954-ben minden állásából elbocsátották és kizárták a pártból. Budapestre költözött, és a Népművészeti Intézet megbízásából színházi tanfolyamokat szervezett. 1956 nyarán rovatvezetőként dolgozott a Hétfői Hírek című lapnál. 1956. október 23-án részt vett a Magyar Rádió ostromában, másnap megalapította az Igazság című lapot, melynek szerkesztője volt. 1956. november 4-e után Élünk címmel indított illegális újságot. Részt vett az 1956. november 23-ai "néma"- és az 1956. december 4-ei nőtüntetés megszervezésében. 1956 december elején letartóztatták. 1957 júniusában 1. fokon izgatás vádjával 4 év szabadságvesztésre ítélték. Az ügyész súlyosbításért fellebbezett, a Legfelsőbb Bíróság 1957. június 24-én az államrend ellen irányuló szervezkedés vádjával halálra ítélte. Nemzetközi tiltakozás indult meg az ítélet meghozatala után, végül 1957 nyarán a Legfőbb Ügyészség törvényességi óvást emelt, az ítéletet felfüggesztették, és új eljárásban életfogytiglani börtönbüntetésre ítélték, amelynek letöltésére Márianosztrára került. Mindeközben a házassága válóper keretében véget ért: erről a Pesti Kerületi Központi Bíróság 1960. június 10-én hozta meg jogerős ítéletét.
1963-ban közkegyelemmel szabadult. 1967 és 1989 között a Sportfogadás című lap szerkesztője. Irodalmi alkotásait Oby Gyula álnéven jelentette meg. Csupán a rendszerváltás után publikálhatott szabadon. A Történelmi Igazságtétel Bizottság alapító tagja. 1991-ben az újrainduló Igazság, majd az Élünk szerkesztője valamint a Vagyok című folyóirat vezetője.
Unokaöccse Obersovszky Péter újságíró.

## Díjai

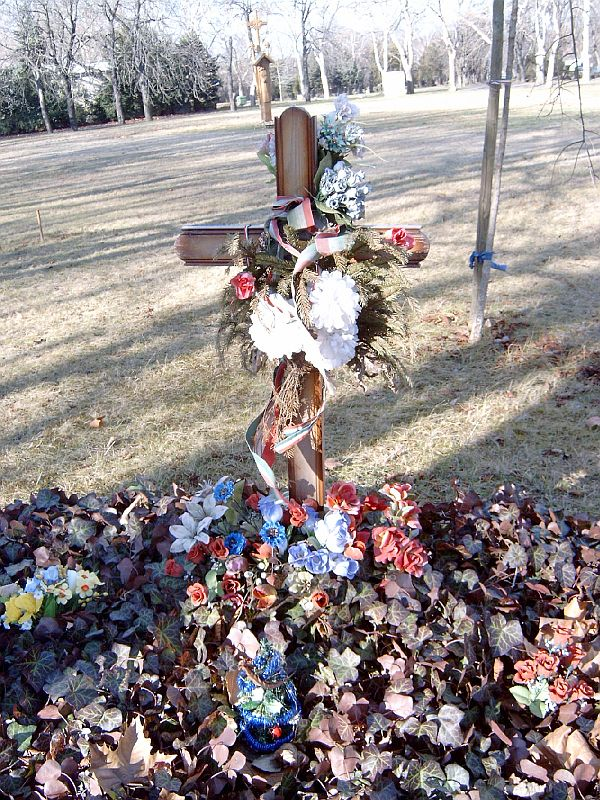
Obersovszky Gyula sírja Budapesten. Kerepesi temető: 21.

- Nagy Imre-emlékplakett (1994, 1996)
- Aranytoll (1996)
- A Magyar Köztársasági Érdemrend középkeresztje (1997)
- Petőfi Sándor Sajtószabadság Díj (1999)
- Táncsics Mihály-díj (2001)

## Művei
- Ha lennél
- Zenés örökkévalóság (1971)
- Azt megírni nem lehet. Versek (1981)
- A kikericsek mind kinyíltak (1987)
- Piros levelek (1989)
- Piros egér – Piros madár. Regények (1990)
- Levelem X-hez, 1964 (1991)
- Terek (1991)
- Jövök a tisztességből, megyek az árvaságba (1991)
- Levelek a szerelmek tárgyköréből (1993)
- Egy mondat a tengerről (1993)
- Piros történetek a vörös pokolból (1994)
- Prelűd halál után (1995)
- Fekete levelek; Belvárosi, Bp., 1997
- Piros levelek. Három kurzus három belügyminiszterének; Codex Print, Bp., 1998
- Prelűd halál után 1-4.; Szabad Tér, Bp., 1998–2000
- Piros kalitka; Codex Print, Bp., 1999
- Tíz éve; Codex Print, Bp., 1999
- Tóth Ilona, a magyar Jeanne d'Arc; Codex Print, Bp., 1999
- Üvöltök fájón a kor bajaival. 1956 hősének versei, beszédei, írásai; kortársak vallomásai az igazság elkötelezett hívéről; szerk. Geröly Tibor; Művészetbarátok Egyesülete, Bp., 2017
- Vagyok. Obersovszky Gyula vallomásai életéről; szerk. Béres L. Attila; magánkiadás, Bp., 2017
- Valami más szeretetben. Obersovszky Gyula válogatott versgyűjteménye; vál., szerk., előszó, utószó Béres László Attila; Írott Szó Alapítvány, Bp., 2019